# فورست ويتكر
فوريست ستيفن ويتكر (بالإنجليزية: Forest Whitaker)‏ (مواليد 15 يوليو 1961)، هو ممثل سينمائي ومنتج ومخرج أمريكي. اشتهِر ويتكر بدراسته شخصية الأدوار التي يلعبها في الأفلام مثل فيلم طائر، ولعبة البكاء، وفصيلة، وشبح الكلب: الطريق للساموراي، والمناظرون العظماء، ورئيس الخدم، والوافد. ظهر أيضًا في أفلام أخرى مثل فيلم روج ون: قصة من حرب النجوم بشخصية ساو جيريرا وبفيلم النمر الأسود بشخصية زورو. ليكون رابع أمريكي من أصول أفريقية يحرز الأوسكار بعد سيدني بواتييه، ودنزل واشنطن، وجيمي فوكس.
فاز ويتكر بجائزة الأوسكار، وجائزة بافتا، وجائزة غولدن غلوب، وجائزة المجلس الوطني للمراجعة، وجائزة نقابة ممثلي الشاشة، وجوائز مجموعات النُقاد المُختلفة عن دوره بشخصية الديكتاتور الأوغندي عيدي أمين في فيلم آخر ملوك اسكتلنداعام 2006.

## الحياة الشخصية
ولد فوريست ستيفن ويتكر في 15 يوليو1961، في لونغفيو في تكساس، والدته لورا فرانسيس (سميث قبل الزواج)، وهي مُدرسة تربية خاصة تخرجت من الجامعة وحصلت على شهادتي ماجستير أثناء تربية أطفالها، ووالده فوريست ستيفن ويتكر، كان وسيط تأمين. أظهر اختبار الحمض النووي أن أمه كانت من أصل أكانيّ، في حين كان والده من سلالة إيغبو. انتقلت عائلته إلى كارسون في كاليفورنيا عندما كان في الرابعة من عمره. لديه أخوان أصغر سنًا (كين ودامون)، وأخت أكبر منه تُدعى ديبورا، كان دوره البطوليّ في مسرحية أندر ميلك وود من إخراج ديلان توماس أول دور له كممثل.
التحق ويتكر بثانوية باليسادس شارتر، حيث لَعِبَ في فريق كرة القدم وغنى في الجوقة، تخرج منها عام 1979. التحق بجامعة ولاية كاليفورنيا للفنون التطبيقية في بومونا، بسبب حصوله على مِنحة لكرة القدم، ولكنه غيَّر تخصصه إلى الموسيقا (الغناء) بسبب إصابة في ظهره. قام بجولة في إنكلترا مع مغنييّ كال بولي تشامبر في عام 1980. غيّر تخصصه لفترة وجيزة إلى الدراما بينما كان ما يزال في الجامعة. قبل في المعهد الموسيقي في جامعة جنوب كاليفورنيا لدراسة الأوبرا كمغنيّ بطبقة صوت تينور، قُبِلَ لاحقًا في معهد الدراما بالجامعة. تخرج من جامعة جنوب كاليفورنيا بشهادة بكالوريوس فنون جميلة في قسم التمثيل عام 1982. كان يسعى للحصول على شهادة في «جوهر الصراع: دراسات في السلام والهدنة» من مدرسة غالاتين للدراسات الفردية في جامعة نيويورك عام 2004.

## السيرة المهنية

### أفلامه
كان لويتكر تاريخ طويل من العمل مع مُخرجين ومُمثلين مهمّين. كان دوره كممثل مساعد بشخصية لاعب كرة قدم في المرحلة الثانوية في فيلم فاست تايمز آت ريدجمونت المبني على كتاب كامرون كرو، أول دور أثار انتباه الجمهور له.  في عام 1986، ظهر في فيلم لون المال من إخراج مارتن سكورسيزي، وفيلم فصيلة من إخراج أوليفر ستون. في السنة التي تلتها، شارك ببطولة الفيلم الكوميدي صباح الخير يا فيتنام. في عام 1988، ظهر ويتكر في فيلم رياضة الدم وحصل في نفس السنة على دور البطولة في فيلم طائر من إخراج كلينت إيستوود الذي كرّم حياة عازف الساكسفون شارلي باركر الملقب بـ«الطائر». عزل نفسه في الدور العلوي لمنزله مع سرير، وأريكة، وساكسفون فقط، ليحضر نفسه للدور، وقام أيضًا بإجراء أبحاث مُكثفة وأخذ دروس على آلة ألتو ساكس. أكسبه أدائه البارع للدور جائزة أفضل ممثل في مهرجان كان السينمائي عام 1988 وترشيح لجائزة الغولدن غلوب.
واصل ويتكر العمل مع عدد من المُخرجين المعروفين طوال فترة التسعينات. أدى دور البطولة في فيلم داون تاون عام 1990، وأدى دور الشخصية المحورية جودي، وهو جندي بريطاني أسير في فيلم لعبة البكاء عام 1992، تكلم ويتكرفيه بلهجة إنجليزية. كتب تود مكارثي عن أداء ويتكر في مجلة فارايتي بأنه «صادق»، و«عاطفيّ للغاية»، و«ببساطة رائع». في عام 1994، كان عضوًا في طاقم تمثيل فيلم ملابس جاهزة من إخراج روبرت ألتمان، الذي فاز بأول جائزة للمجلس الوطني للمراجعة عن أفضل تمثيل من قبل مجموعة. قدم «أداءًا مؤثرًا بصورة مميزة» في فيلم سموك عام 1995 من إخراج وين وانغ وسيناريو بول أوستر. في وقت لاحق من عام 1995، لَعِبَ ويتكر دورًا في فيلم سبيسز ذي الميزانية المنخفضة. في عام 1996، لَعِبَ دور رجل ذي طبيعة طيبة في فيلم فينومينون، إلى جانب جون ترافولتا وروبرت دوفال، الذي أكسبهُ جائزة بلوك باستر للترفيه عن أفضل ممثل مساعد في فلم دراما.

## الأعمال

### أفلام
- لون المال
- فصيلة
- طائر
- لعبة البكاء
- الأرض
- غرفة الذعر
- كبينة الهاتف
- آخر ملوك اسكتلندا
- نقطة أفضلية
- مخلوقات مجنحة
- حيث تكون الأشياء البرية
- موسم الأعاصير
- المستردون
- التجربة
- لدينا عرس عائلي
- صيد. 44
- حسابات خاصة
- الحقيقة المظلمة
- الموقف الأخير
- رئيس الخدم
- خارج الفرن
- الأعسر
- النمر الأسود
- كيف ينتهى الحال
- ميغالوبوليس

## وصلات خارجية
- فورست ويتكر على موقع IMDb (الإنجليزية)
- فورست ويتكر على موقع الموسوعة البريطانية (الإنجليزية)
- فورست ويتكر على موقع روتن توميتوز (الإنجليزية)
- فورست ويتكر على موقع مونزينجر (الألمانية)
- فورست ويتكر على موقع قاعدة بيانات الأفلام العربية
- فورست ويتكر على موقع ألو سيني (الفرنسية)
- فورست ويتكر على موقع ميوزك برينز (الإنجليزية)
- فورست ويتكر على موقع ميوزك برينز (الإنجليزية)
- فورست ويتكر على موقع تيرنر كلاسيك موفيز (الإنجليزية)
- فورست ويتكر على موقع أول موفي (الإنجليزية)
- فورست ويتكر في موقع IMDB.